# Calamity Anne's Ward
Calamity Anne's Ward est un film muet américain réalisé par Allan Dwan et sorti en 1912.

## Synopsis
À la suite de l'attaque d'une caravane d'émigrants, une jeune fille est séparée de son frère et emmenée par les hors-la-loi au campement de Calamity Anne. Cette dernière la prend sous sa protection. Le frère ayant été tué, grâce à un portrait en médaillon recueilli sur le cadavre, un ranger reconnait la fille au repaire de Calamity...

## Fiche technique
- Titre : Calamity Anne's Ward
- Réalisation : Allan Dwan
- Genre : Western
- Production : American Film Manufacturing Company
- Dates de sortie :
  - États-Unis : 30 septembre 1912

## Distribution
- Louise Lester : Calamity Anne
- J. Warren Kerrigan : le ranger
- Jessalyn Van Trump : la jeune fille
- Marshall Neilan : son frère
- Jack Richardson : le hors-la-loi